# Dipterocarpus retusus
Dipterocarpus retusus е вид растение от семейство Dipterocarpaceae. Видът е световно застрашен, със статут Уязвим.

## Разпространение
Разпространен е във Виетнам, Индия (Аруначал Прадеш, Асам, Западна Бенгалия, Манипур, Мегхалая, Нагаланд и Трипура), Индонезия (Малки Зондски острови, Суматра и Ява), Китай (Юннан), Малайзия (Западна Малайзия), Мианмар и Тайланд.